# George Harrington
George Harrington (* 1815 in Boston, Massachusetts; † 5. Dezember 1892 auf See) war ein US-amerikanischer Diplomat.

## Leben und Wirken
George Harrington, geboren in Boston und später in Georgia ansässig, wurde während der Präsidentschaft von James Knox Polk Angestellter des Department of the Treasury. Unter seinem Freund Salmon Portland Chase wurde er Büroleiter und stieg am 13. März 1861 zum Ministerialdirektor des Ministeriums auf. 1860 nahm Harrington als Delegierter der Republikaner für Washington, D.C. an der Republican National Convention teil. Nach dem Anschlag auf Abraham Lincoln war er für die Durchführung der Beerdigung Lincolns verantwortlich. Vom 7. Juli 1865 bis zum 20. Juli 1869 war Harrington als Nachfolger von George G. Fogg „Minister Resident“ in der Schweiz.
Harrington gründete am 1. Oktober 1870 mit Thomas Alva Edison die Firma American Telegraph Works, die bis Anfang Januar 1873 bestand. Er starb 1892 während einer Schiffspassage, die ihn nach Paris führen sollte.

## Nachweise
- Paul Israel: Edison: A Life of Invention. John Wiley & Sons, 2000, ISBN 0-471-36270-0.
- Charles Lanman: Biographical Annals of the Civil Government of the United States: During its First Century. From Original and Official Sources. Anglim, Washington 1876, (online).
- The National Cyclopaedia of American Biography: Being the History of the United States. Band 12, White, New York 1904, S. 337, (online).
- Dennis Northcott (Hrsg.): Guide to Civil War Manuscripts in the Missouri Historical Society Archives. 25. April 2007, S. 37, PDF.